# هیکارو کاوامورا
هیکارو کاوامورا (انگلیسی: Hikaru Kawamura؛ زاده ۱۸ اکتبر ۱۹۷۹) یک مانکن اهل ژاپن است. 